# Dionne Stax
Dionne Stax (Boxmeer, 22 april 1985) is een Nederlandse tv-presentatrice en voormalig nieuwslezeres.

## Biografie

### Begin carrière
Stax doorliep het Elzendaalcollege in haar woonplaats en studeerde communicatiewetenschappen, behaalde haar bachelor aan de Tilburg University, en haar master aan de Universiteit van Amsterdam. Stax begon in 2007 bij NOS Headlines, de voorloper van NOS op 3, als stagiaire. Daar verzorgde zij weekoverzichten van NOS Headlines voor het digitale themakanaal NOS Journaal 24. Na een tweede stage op de binnenlandredactie studeerde Stax in 2009 af aan de Universiteit van Amsterdam.

### NOS
In februari 2012 werd Stax een van de presentatoren van het nieuwsbulletin NOS op 3 op televisie. Naast het presenteren werkte zij als binnenlandredacteur bij NOS Nieuws. In juni 2013 werd ze een van de vaste gezichten van de ochtend- en daguitzendingen van het NOS Journaal. Zij schoof door, omdat Annechien Steenhuizen presentator van het achtuurjournaal werd. Sinds mei 2015 presenteerde Stax ook de avondbulletins. Op 5 december 2015 presenteerde ze haar eerste achtuurjournaal.
Ook had Stax dienst ten tijde van de aanslagen in Parijs bij de redactie van Charlie Hebdo en later tijdens de gijzelingen. Ze presenteerde extra journaals. Vanaf 2015 presenteerde Stax de verkiezingsuitslagen als opvolger van Herman van der Zandt. Stax was de eerste die de prinsessen Amalia, Alexia en Ariane voor de televisie interviewde. Dat gebeurde op 27 april 2016, Koningsdag, in Zwolle. Op 23 augustus 2019 presenteerde zij voor het laatst het NOS Journaal.

### AVROTROS
In oktober 2019 stapte Stax van de NOS over naar AVROTROS om vanaf januari 2020 het Radio 1-programma Stax&Toine te presenteren, samen met Toine van Peperstraten. Ze stopte daarmee in maart 2021. In 2019 en 2020 was Stax medepresentator van het Gouden Televizier-Ring Gala. Nadat Caroline Tensen overstapte naar RTL 4 presenteerde Stax van januari 2020 tot oktober 2021 het tv-programma DNA Onbekend.

### Omroep MAX
Voor Omroep MAX presenteert Stax sinds 2017 het tv-programma Van onschatbare waarde. In augustus 2021 tekende ze een vast contract bij Omroep MAX en verliet zij AVROTROS. Sinds oktober 2021 presenteert ze bij Omroep MAX het tv-programma ARIA, waarin op zoek wordt gegaan naar nieuw operatalent. ARIA wordt jaarlijks uitgezonden in oktober en november. Ook presenteert Stax sinds 2021  het tv-programma Droomhuis Gezocht, samen met Carrie ten Napel.

## Privé
Stax heeft sinds 2021 een relatie met Steven Jansen, van het dj-duo Lucas & Steve. Op 28 november 2024 kregen zij een dochter. Eerder had Stax een relatie met Studio Sport-presentator Sjoerd van Ramshorst.

## Televisie
| Jaar       | Programma                                      | Omroep/zender        | Rol                 |
| ---------- | ---------------------------------------------- | -------------------- | ------------------- |
| 2012-2013  | NOS op 3                                       | NOS                  | Presentator         |
| 2013-2019  | NOS Journaal                                   | NOS                  | Presentator         |
| 2015       | Sail 2015                                      | NOS                  | Presentator         |
| 2016       | Villa Nostalgia                                | NOS                  | Presentator         |
| 2016       | Heel Nederland Slaapt                          | Omroep MAX           | Presentator         |
| 2016-2019  | NOS Koningsdag                                 | NOS                  | Verslaggever        |
| 2017, 2019 | Nationaal Aftelmoment 2017                     | NOS                  | Presentator         |
| 2017       | Jaaroverzicht 2017                             | NOS                  | Presentator         |
| 2017       | Presentatie Kabinet 2017                       | NOS                  | Presentator         |
| 2017       | Operatie Live                                  | Omroep MAX           | Presentator         |
| 2017       | Eerste Hulp Bij Ongevallen                     | Omroep MAX           | Presentator         |
| 2017       | Lady Di & Dionne                               | NTR                  | Presentator         |
| 2018       | NOS Nederland Kiest: Gemeenteraadsverkiezingen | NOS                  | Presentator         |
| 2018       | 5 jaar Koning Willem-Alexander                 | NOS                  | Presentator         |
| 2019-2020  | Gouden Televizier-Ring Gala                    | AVROTROS             | Presentator         |
| 2020-2021  | DNA Onbekend                                   | AVROTROS             | Presentator         |
| 2021       | Dionne Dichtbij: Maxima                        | AVROTROS             | Presentator         |
| 2021       | Songfestival Top 50 Muziekcafé                 | AVROTROS             | Presentator         |
| 2017-heden | Van onschatbare waarde                         | Omroep MAX           | Presentator         |
| 2021-heden | ARIA                                           | Omroep MAX           | Presentator         |
| 2021-heden | Droomhuis Gezocht                              | Omroep MAX           | Presentator         |
| 2021       | Amalia 18 jaar                                 | AVROTROS             | Presentator         |
| 2021       | The Bridge to Liberation                       | Omroep Gelderland    | Presentator         |
| 2022       | Samen in actie voor Oekraïne                   | NPO 1 / RTL 4 / SBS6 | Verslaggever        |
| 2022       | Dionne Dichtbij: the First Ladies              | AVROTROS             | Presentator         |
| 2023       | De Nieuwe Vermeer                              | Omroep MAX           | Presentator         |
| 2023, 2025 | Het Hoge Noorden                               | Omroep MAX           | Presentator         |
| 2023       | The Bridge to Liberation                       | Omroep Gelderland    | Presentator         |
| 2023       | The Masked Singer                              | RTL 4                | Libelle (deelnemer) |
| 2025       | De Gezonken Meesters                           | Omroep MAX           | Presentator         |